# Uranwirtschaft
Unter dem Begriff Uranwirtschaft werden sämtliche wirtschaftliche und kommerzielle Aktivitäten im Zusammenhang mit dem Schwermetall und Kernbrennstoff Uran zusammengefasst. Dazu zählen u. a., die Exploration und der Abbau des Uranerzes, die Gewinnung und verschiedene Verfahren zur Herstellung, Reinigung etc. zu einem verwertbaren Produkt (siehe nachfolgende Abschnitte). Ein Teil dieser Prozesskette wird bspw. in den USA von der Nuclear Regulatory Commission (NRC) reguliert. Des Weiteren zählt der weltweite Handel mit Uranprodukten zur Uranwirtschaft. Aufgrund seiner kerntechnischen Eigenschaften für die Versorgung des nuklearen Brennstoffkreislaufs und Verwendung für die Kernenergie ist der Handel mit Uran industriell, politisch (z. B. geschlossener Markt USA zwischen 1964 und 1977) und sicherheitstechnisch komplex. Im militärischen Kontext spielt Uran eine wichtige Rolle für die Herstellung von spaltbarem Material für die Verwendung in Kernwaffen.
Hinweis: In den folgenden Abschnitten liegt der Fokus auf der Versorgung, nicht auf den wirtschaftlichen Gesichtspunkten der Entsorgung und Recycling (siehe Wiederaufarbeitung). Ebenfalls wird die Kernenergiewirtschaft nicht besprochen.

## Umrechnungsfaktoren
Die Uranwirtschaft benutzt verschiedene Kennzahlen und Einheiten zur Beschreibung von Mengen, Preisen usw. Die folgende, gekürzte Tabelle kann zur Umrechnung genutzt werden. Weitere Umrechnungsfaktoren und Einheiten siehe auch Anhang 3 und Anhang 5 im sog. Red Book der OECD/NEA.
| Einheit oder Abkürzung       | Einheit oder Bedeutung                                                               |
| ---------------------------- | ------------------------------------------------------------------------------------ |
| 1 lb (Pfund)                 | = 0,45359 kg                                                                         |
| 1 kg                         | = 2,20462 lbs (Pfund)                                                                |
| 1.000 kg                     | = 1 Tonne (= 1 MT, metrische Tonne; auch: 1 MTU, metrische Tonne Uran)               |
| 1 tU („elementares Uran“)    | = 1,17924 tU U3O8                                                                    |
| 1 lb U in U3O8               | = 1,17924 lbs U3O8                                                                   |
| 1 kg U in U3O8               | = 2,59979 lbs U3O8                                                                   |
| 1 % U3O8                     | = 0,848 % U                                                                          |
| 1 USD/lb U3O8                | = USD 2,6/kg U                                                                       |
| 1 SWU „Separative Work Unit“ | = 1 kg UTA (Urantrennarbeit)                                                         |
| tSW                          | = 1.000 SWU                                                                          |
| U                            | Uran                                                                                 |
| kg                           | Kilo                                                                                 |
| t                            | Tonne                                                                                |
| LEU                          | Low-enriched Uranium (schwachangereichertes Uran)                                    |
| UOC                          | Uranium ore concentrates (Urankonzentrat := Yellowcake)                              |
| U3O8                         | Stabiles Oxid des Urans zum Vergleich unterschiedlicher Produkte (> 70 % Urangehalt) |

Weitere Abschätzungen:
| 1 lb 3,2 % angereichertes Uran     | = 1.250.000.000 Btu |
| 1 lb U3O8                          | = 180.000.000 Btu   |
| {\displaystyle \approx } 3.412 Btu | = 1 kWh             |
| 3,6 MJ                             | = 1 kWh             |

Weitere Hinweise:
Die meisten Angaben beziehen sich, falls nichts anders definiert ist, auf ein Jahr. Des Weiteren sind eine Reihe von Faktoren nicht Teil der Darstellung in diesem Artikel. Es wird auf die genannte Fachliteratur verwiesen.

## Uranabbau

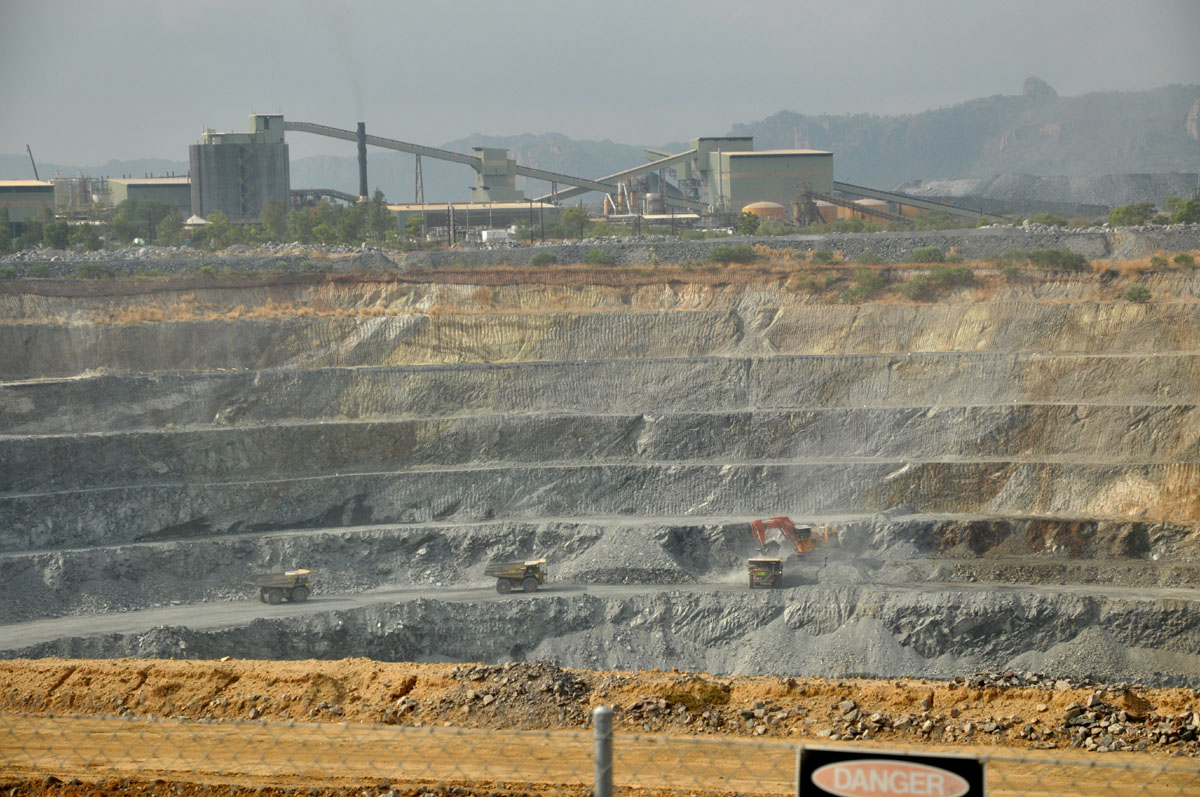
Ranger-Uran-Mine. Australien produzierte in dem Jahr 2022 4.820 t U_{3}O_{8} (bzw. 4.087 tU) und gilt mit einem Weltmarktanteil von 8 % als viertgrößter Produzent.

Uran wird im Tagebau, untertägig oder durch In-situ-Laugung, gelegentlich auch als Nebenprodukt anderer Bodenschätze (z. B. Kupfer), gewonnen.

### Kennzahlen (Beispiele)
Zwischen 1945 und 2022 sind weltweit rund 3,2 Mio. Tonnen Uran (kurz: tU) abgebaut worden. Aktueller Weltbedarf (Stand 2023) sind ca. 65.650 tU.
Für das Jahr 2021 schätzte die World Nuclear Association (WNA) die Produktion auf 48.303 tU. Kasachstan produzierte in dem Jahr mit 21.819 tU die größte Menge. Allein die EU hatte 2021 einen Bedarf von 11.975 tU, was ca. 18 % des Weltmarktbedarfs entsprach.
Laut Analysen (zweijährlicher Nuclear Fuel Report der WNA) wird eine erhöhte Nachfrage bis ins Jahr 2040 erwartet.
| Land (EU27 ohne UK)                       | 2021 in tU |
| ----------------------------------------- | ---------- |
| Nigeria                                   | 2.905      |
| Kasachstan                                | 2.753      |
| Russland                                  | 2.358      |
| Australien                                | 1.860      |
| Kanada                                    | 1.714      |
| EU                                        | 163        |
| …                                         | …          |
| Total                                     | 11.975     |
| Historische Werte Uranproduktion Weltweit |            |
| Jahr 1963:                                | 23.800     |
| Jahr 1970:                                | 18.300     |

## Verarbeitung
Nach der Förderung wird das Uranerz in Aufbereitungsanlagen zerkleinert, flotiert und mit Ionenaustauschern extrahiert. Das Endprodukt ist Yellowcake, ein gelbes Feststoffkonzentrat, das mehr als 80 % Uranverbindungen (gemessen als Uran(V,VI)-oxid, U3O8) enthält. Für eine anschließende Anreicherung des Urans muss der Yellowcake in der sogenannten Urankonversion chemisch in Uranhexafluorid (UF6) überführt werden. UF6 ist eine chemische Verbindung, die vergleichsweise einfach in die Gasphase überführt werden kann. Dieser Umstand ist aufgrund der technischen Anforderungen der Anreicherungs-Verfahren bedeutend.

### Kennzahlen (Beispiele)
Die US-Produktion von U3O8 („Yellowcake“) erreicht Anfang der 1980er Jahre ihren Höchststand mit über 40 Mio. Pfund pro Jahr. Ab diesem Zeitpunkt sank die nationale Produktion durch Bezug von Importen. Seit 2014 befindet sich die nationale US-Produktion auf einem historischen Minimum.
Geschätzt werden ca. 200 t Yellowcake für den jährlichen Betrieb eines 1-GWe-Kernkraftwerks benötigt.
Die Weltkapazität für Urankonversion liegt bei ca. 62 Mio. kgU (als UF6). Für Preise siehe weiter unten.
| Unternehmen        | Kapazität (tU als UF6) | %-Anteil Global |
| ------------------ | ---------------------- | --------------- |
| Orano*             | 15.000                 | 24              |
| CNNC**             | 15.000                 | 24              |
| Rosatom            | 12.500                 | 20              |
| Cameco             | 12.500                 | 20              |
| ConverDyn*** (USA) | 7.000                  | 11              |
| Total              | 62.000                 | 100             |
| Historische Werte  |                        |                 |
| Jahr 1976:         | 32.800                 |                 |
| Jahr 1979:         | 46.800                 |                 |

Hinweise: *ca. 10.500 installiert; **unsichere Angaben; ***gestoppt seit 2017

## Anreicherung
Uran kommt in der Natur als Gemisch dreier Isotope vor: 234U, 235U und 238U. Der Anteil des spaltbaren Isotops 235U beträgt nur 0,7 % und muss für die Nutzung in einem Leichtwasserreaktor durch Anreicherung erhöht werden. Zur Anreicherung wird gasförmiges Uranhexafluorid (UF6) entweder in Gaszentrifugen oder durch Gasdiffusion in eine leichtere und eine schwerere Fraktion getrennt. Der erforderliche Anreicherungsgrad hängt vom Reaktortyp ab und liegt meist zwischen 2 und 5 %. Schwerwasserreaktoren, wie der CANDU-Reaktor, benötigen hingegen keine Anreicherung, sondern verarbeiten Uran in natürlicher Isotopenzusammensetzung. Für den Bau effektiver Kernwaffen ist ein Anreicherungsgrad von mindestens 85 % nötig.

### Kennzahlen (Beispiele)
Die EU wurde im Jahr 2021 mit der folgenden Menge angereichertem Uran (LEU) beliefert, vgl. ESA-Report S. 23 ff.:
- 10.290 tSW, geliefert als 1.569 tLEU, äquivalent 12.176 tU (natürliches Uran)
- Davon stammen ca. 2/3 aus der EU (Urenco) und 1/3 aus Russland (Tenex und TVEL)

Die Spotpreise für Anreicherung bewegen sich konstant in einem Bereich zwischen 16 und 19 / kgU.
In dem Jahr 2020 waren die Anreicherungskapazitäten wie folgt verteilt:
| Unternehmen       | Kapazität (tSW) | %-Anteil Global |
| ----------------- | --------------- | --------------- |
| Rosatom           | 27.654          | 46              |
| Urenco            | 18.230          | 30              |
| Orano             | 7.500           | 12              |
| CNNC              | 6.750           | 11              |
| Andere            | 66              | <1              |
| Total             | 60.200          | 100             |
| Historische Werte |                 |                 |
| Jahr 1983:        | 32.900          |                 |

## Herstellung von Brennelementen
Brennelemente werden in Brennelementefabriken hergestellt.
In Deutschland ist eine einzige, die Brennelementfertigungsanlage Lingen (Lingen in Niedersachsen), in Betrieb. Sie hat drei Betriebsstätten (Duisburg, Karlstein (Bayern) und Lingen).

### Kennzahlen (Beispiele)
Cameco produziert für die kanadischen CANDU-Reaktoren nach Angaben ca. 1.500 t Brennelemente.

## Verwendung
Uran wird heutzutage fast ausschließlich zur Energiegewinnung benutzt.
Im Kalten Krieg wurde ein erheblicher Teil zu Kernwaffen verarbeitet. Die USAEC bezog 1960 ein Maximum von 34.000 tU U3O8 und betrieb rund 90 % der weltweiten Anreicherungskapazitäten außerhalb der Sowjetunion. Seither wird ein Teil des Kraftwerksbrennstoffes aus der Abrüstung dieser Waffen gewonnen, siehe das Plutonium Management and Disposition Agreement sowie Strategic Arms Reduction Treaty.
Wegen seiner besonders hohen Dichte wird abgereichertes Uran, das bei der Produktion von Kernbrennstoff als Abfallprodukt anfällt, als Ballastgewicht in Flugzeugen und für panzerbrechende Munition verwendet.

### Kennzahlen (Beispiele)
In der EU (genauer EU27 ohne UK) waren 2021 die folgenden Mengen Uran in Verwendung in Kernreaktoren:
|      | Brennstoffbeladung | Brennstoffbeladung    | Brennstoffbeladung              | Lieferungen neuer Brennstoffe | Lieferungen neuer Brennstoffe | Lieferungen neuer Brennstoffe |
| Jahr | LEU (tU)           | Feed- Äquivalent (tU) | Anreicherungs- Äquivalent (tSW) | Natürliches Uran (tU)         | %-Anteil Spot                 | Anreicherung (tSW)            |
| ---- | ------------------ | --------------------- | ------------------------------- | ----------------------------- | ----------------------------- | ----------------------------- |
| 2021 | 2.197              | 15.401                | 11.588                          | 11.975                        | 4                             | 10.290                        |

## Weltmarktpreis Uran

Verlauf des Preis von Yellowcake (U_{3}O_{8}) am Spotmarkt in $ / lb U_{3}O_{8} (nicht inflationsbereinigt) seit 1987 bis 2009. Für aktuelle Marktdaten vgl. die Weblinks (UxC, FRED oder ESA). Stand 08/2023: $ 46 / lb

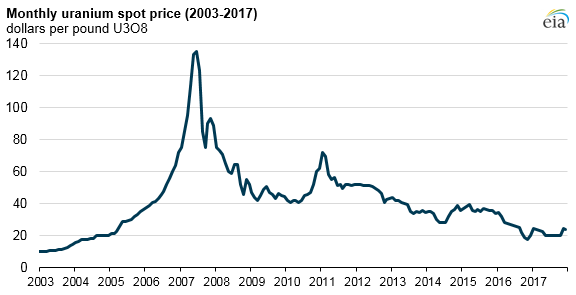
Verlauf des Spotpreis U_{3}O_{8} von 2003 bis 2017. Stand 08/2023: $ 46 / lb

Der Weltmarkt für Uran war und ist neben den kommerziellen Marktteilnehmern sehr stark durch staatliche Akteure geprägt, die zur Zeit des Kalten Krieges einen Teil der Nachfrage stellten und seit dessen Ende im Rahmen begrenzter Abrüstung als Verkäufer auftreten. Ein Großteil des Marktvolumens ist über langfristige Lieferverträge in US-Dollar abgedeckt. Nur ein sehr geringer Teil des jährlichen Bedarfs wird über den Spotmarkt umgesetzt. Dort sind auch Preisschwankungen möglich. Beispielsweise führten Produktionsausfälle in wichtigen Minen im Sommer 2007 zu einem Allzeithoch von 350 $/kg Uran, inzwischen ist der Uranpreis jedoch wieder zurückgegangen.

### Kennzahlen (Beispiele)
Nach Angaben der Supply Agency of the European Atomic Energy Community (ESA) (= Euratom) wurden die folgenden Preise aus Verträgen von EU-Energieversorgern ermittelt, vgl. ESA-Report S. 17 ff.:
- Spotpreis: Nicht verfügbar für 2021, da zu wenig Handelsvolumen
- Langfristige Verträge 2021: EUR 89,00 / kgU in U3O8 (USD 40,49 / lb U3O8)
  - Der Preis lag 2020 bei EUR 75,51 / kgU in U3O8 (USD 42,17 / lb U3O8)
  - Der Preis aus den Staaten Russland, Kasachstan und Usbekistan lagen rund 17 % tiefer
  - Daten ab 1980 siehe ESA-Report, Annex 3[11]

Hinweis: Die genauen Details und Methodiken zu der Kalkulation können der zitierten ESA-Publikation oder Webseite entnommen werden.
Analysten bewerten aufgrund der erhöhten Nachfrage und des Ukrainekriegs den Preis für das Jahr 2023 auf über $ 50 / lb.

### Historische Preise für Uran
| Jahr | 1970 $ / lb           |
| ---- | --------------------- |
| 1948 | 13,4                  |
| 1960 | 12,7                  |
| 1972 | 6,3 (= $ 6,3 in 1970) |

| U235-Konzentration                    | Preis* für Isotopengemisch in West-Deutsche Mark (DM) / kgU | Bezogen auf 1 kg U235 |
| ------------------------------------- | ----------------------------------------------------------- | --------------------- |
| 0,72 % (= natürliches Uran)           | 170 (= etwa $ 40 / kgU)                                     | 23.600                |
| 3,5 %                                 | 1.910                                                       | 54.600                |
| 20 %                                  | 13.530                                                      | 67.700                |
| 95 % (= hochangereichertes Uran, HEU) | 68.280                                                      | 71.900                |

Währungsfaktoren 1958: 1 USD = 4,20 DM; *Die Preise gelten für UF6 ohne Kosten für Umwandlung zu Metall nach erstmaliger Freigabe der Uranpreise durch die USAEC im Jahr 1956.

## Konventionelle Uranvorräte
Unter konventionellen Uranvorräten versteht man Erzlagerstätten, aus denen Uran als Hauptprodukt oder als wichtiges Nebenprodukt gewonnen werden kann. Zurzeit fallen alle Uranproduzenten in diese Kategorie. Bei der Beurteilung der verfügbaren Vorräte wird zwischen gesicherten Reserven, vermuteten Ressourcen und spekulativen Ressourcen unterschieden. 
Im Laufe des Jahres 2008 wurden 778.000 t Uran als neue Reserven und vermutete Ressourcen durch Explorationsunternehmen bekanntgegeben.

### Gesicherte Reserven
Von der Internationalen Atomenergieorganisation (IAEO) und der OECD Nuclear Energy Agency werden im so genannten Red Book die nachgewiesenen (reasonably assured resources, RAR) und zu Kosten von bis zu 130 $/kg förderbaren Reserven für das Jahr 2007 mit 3,3 Mio. Tonnen angegeben (für eine kritische Würdigung der IAEO-Zahlen siehe Energy Watch Group).

### Vermutete Ressourcen
Zusätzlich führt das Red Book vermutete Ressourcen (inferred resources) in Höhe von 2,1 Mio. Tonnen förderbares Uran (bei Förderkosten von bis zu 130 $/kg) auf, deren Existenz nach Betrachtung direkter geologischer Hinweise wahrscheinlich ist.

### Unentdeckte Ressourcen
Weiterhin wird im Red Book der Urangehalt noch nicht entdeckter, aber erwarteter Lagerstätten (prognosticated resources) zu 2,8 Mio. Tonnen und der Urangehalt möglicherweise existierender Lagerstätten (speculative resources) zu 4,8 Mio. Tonnen (jeweils förderbar zu max. 130 $/kg) angegeben. Dazu kommen mögliche Vorkommen von 3,0 Mio. Tonnen Uran ohne Angabe von Förderkosten, für die nicht sichergestellt ist, dass sie sich wirtschaftlich bzw. mit positiver Gesamtenergiebilanz fördern lassen.
Im Gegensatz zu gesicherten Reserven und vermuteten Ressourcen wird hier im Red Book nicht der förderbare Urananteil, sondern das Gesamtvorkommen zitiert. Bei der Interpretation den Daten muss daher berücksichtigt werden, dass sich – wie auch bei anderen Bodenschätzen – nicht der gesamte Urangehalt einer Lagerstätte wirtschaftlich gewinnen lässt: Je nach Art des Abbaus verbleiben ungefähr 10–30 % des Uranerzes ungenutzt.

## Unkonventionelle Uranvorräte
Die Ausbeutung unkonventioneller Vorkommen ist zurzeit nicht wirtschaftlich, in der Regel, weil die Urankonzentration darin zu niedrig ist. Darunter fallen zum Beispiel Uranvorkommen in Schwarzschiefer, Phosphatgestein oder in Braunkohle. Auch die Gewinnung von Uranoxid aus radioaktiven Aschen von Kohlekraftwerken wird geprüft und wurde erfolgreich erprobt. Die weltweit jährlich für die Stromerzeugung verwendete Kohle enthält unter anderem etwa 10.000 t Uran und 25.000 t Thorium, die entweder in die Umwelt gelangen oder sich in Kraftwerksasche und Filterstäuben anreichern. Vereinzelt gibt es daher schon Bestrebungen, Uran aus Kraftwerksasche zu gewinnen.
Für die Ressourcen aus unkonventionellen Erzen gibt es laut Red Book stark unterschiedliche Schätzungen zwischen 7 und 22 Mio. Tonnen, jeweils ohne Angabe von Förderkosten.
Nachdem im Meerwasser etwa 4 Mrd. Tonnen Uran gelöst sind (Gehalt 3,3 µg/l), wird auch an Methoden zur Extraktion von Uran (und anderen Schwermetallen) aus Meerwasser geforscht. Bislang ist jedoch kein Verfahren bekannt, das wirtschaftlich wäre. (Publikationen von H. Nobukawa geben zum Beispiel Kosten von 310 $/kg (1994) bzw. 390 $/kg (2001) an, während im Red Book 700 $/kg zitiert werden.) Ein Bericht über Forschungsaktivitäten aus dem Jahr 2012 beschreibt die Extraktion von Uran aus Meerwasser durch verschiedene Adsorptionsmittel, die in Japan und den USA entwickelt worden.

## Reichweite der Uranvorräte
Ein Abschätzen der Reichweite bekannter Vorräte ist schwierig, da Uran im Gegensatz zu fossilen Energieträgern keinen eindeutig definierbaren Heizwert besitzt. Die extrahierbare Energie pro Gewichtseinheit ist stark vom Brennstoffkreislauf, dem benutzten Reaktortyp und der Kernbeladungsstrategie abhängig. Diese Eigenheit wird im unterschiedlichen Uranverbrauch einzelner Länder ersichtlich: So wird in Frankreich, das teilweise wiederaufgearbeitete MOX-Brennelemente einsetzt, laut Red Book mit 59 MWh fast doppelt so viel Strom pro kg Natur-Uran erzeugt wie in den USA (34 MWh/kg Natur-Uran). Bei einem Uranpreis von 113 US-Dollar pro Pfund (2007) entsprach das einem Kostenanteil von 0,55 Eurocent pro kWh.
Legt man der Berechnung der Reichweite die gesicherten und die vermuteten Vorräte zu Grunde, so stehen dem jährlichen Verbrauch von 67.000 Tonnen Vorräte von 5,5 Mio. Tonnen gegenüber, was zu einer rechnerischen Reichweite von ungefähr 80 Jahren führt. Allerdings wird nach dem Red Book von einer Steigerung des Uranverbrauchs auf 94.000–122.000 Tonnen bis zum Jahr 2030 ausgegangen, so dass sich die Reichweite entsprechend verringert.
Durch Einsatz von Brutreaktoren, Wiederaufarbeitung und Nutzung der erbrüteten Brennstoffe ließe sich die Energieausnutzung und damit die Reichweite um bis zu Faktor 30–100 steigern. Allerdings ist diese Technik schwer beherrschbar und teuer und die Verbreitung von waffenfähigem Plutonium nicht erwünscht, so dass die zahlreichen Forschungs- und Demonstrationsanlagen fast alle endgültig abgeschaltet sind.
Unabhängig von der Frage der Reichweite der Vorräte besteht die Möglichkeit, dass aufgrund begrenzter jährlicher Fördermengen bereits vor dem vollständigen Ausschöpfen der Vorräte Versorgungsengpässe eintreten. Von dem jährlichen Verbrauch von 67.000 Tonnen werden momentan lediglich etwa 40.000 Tonnen durch laufenden Uranabbau gedeckt, der Rest stammt aus staatlichen oder kommerziellen Lagerbeständen, aus der Aufarbeitung von Tailings oder abgebrannten Brennelementen und aus der Abrüstung. Es wird davon ausgegangen, dass diese sogenannten sekundären Quellen insbesondere ab 2013 eine geringere Rolle spielen werden, und somit der Uranbergbau vor der Herausforderung steht, innerhalb relativ kurzer Zeit die jährliche Fördermenge deutlich zu erhöhen.

## Radioaktiver Abfall
Bei der Energiegewinnung in Kernreaktoren entstehen radioaktive Abfälle, die dauerhaft von der Biosphäre abgeschlossen werden müssen. Bislang existiert weltweit kein zugelassenes Endlager für hochradioaktiven Abfall.
Die Aufbereitungsrückstände enthalten neben Schwermetallen auch den Großteil der natürlichen Radioaktivität des Erzes und müssen sachgemäß gelagert werden.

## Kritik

### Ökologische Probleme
Uranabbau ohne ausreichende Umweltschutzvorkehrungen führt regelmäßig zu großflächigen Umweltzerstörungen. Nachlässig angelegte Tailings haben in der Vergangenheit mehrfach durch Sickerwasser oder Dammbruch zu chemischen und radioaktiven Belastungen von Grundwasser, Flüssen und Seen geführt. In mehreren Fällen wurden dabei Indigene Völker ionisierender Strahlung in gefährlichen Dosen ausgesetzt und durch die Kontamination ihrer angestammten Ökosysteme der Lebensgrundlage beraubt.
Ein Beispiel für Langzeitfolgen des Uranabbaus sind die ehemaligen Bergwerksstandorte im Osten Deutschlands. Seit 1990 werden die in der DDR-Zeit verursachten Umweltschäden mit einem Gesamtetat von 6,2 Milliarden Euro durch die Wismut GmbH saniert.

### Gesundheitliche Risiken
Arbeiter in kerntechnischen Anlagen und im Uranbergbau sowie deren Anrainer sind selbst bei Einhaltung strenger Strahlenschutzvorschriften einem erhöhten Strahlenrisiko ausgesetzt. Ein größeres Problem stellen jedoch Fälle dar, in denen entweder keine wirksamen Vorschriften existieren oder Betriebe sich über solche hinwegsetzen, wie zum Beispiel für Uranium City dokumentiert ist.